# Cyclops roumaniae
Cyclops roumaniae – gatunek widłonoga z rodziny Cyclopidae, nazwa naukowa gatunku została po raz pierwszy opublikowana w 1900 roku przez rumuńskiego biologa Leona C. Cosmovici.